# Jeroen Mul
Jeroen Mul (Amsterdam, 14 juni 1990) is een Nederlands autocoureur.

## Carrière
Mul begon zijn autosportcarrière in de Dutch Winter Endurance Series (DWES) in het seizoen 2006-2007, waarin hij samen met Dennis de Groot als vierde eindigde met één podiumplaats. In 2007 reed hij in zowel het Nederlandse als het Benelux-kampioenschap van de Formule Ford en eindigde hierin respectievelijk als achtste en zevende. Tevens reed hij in de Nederlandse Formule Gloria, waarin hij achter Joey Hanssen als tweede eindigde.
In 2008 reed Mul in verschillende kampioenschappen. Hij eindigde als zevende in de Formule Ford Benelux met één podiumplaats, behaald op het Circuit Park Zandvoort. Ook reed hij in twee races van de Nederlandse Formule Gloria en eindigde als achttiende in het kampioenschap. Hij eindigde als zestiende in het Formule Ford Festival op Brands Hatch en hij eindigde het seizoen met een eenmalige terugkeer in de DWES.
In 2009 reed Mul in de Formule Ford Benelux voor het team Van Amersfoort Racing en eindigde hierin achter Melroy Heemskerk als tweede in het kampioenschap met zes podiumplaatsen. Ook reed hij in twee races van de Deense Formule Ford. Aan het eind van het seizoen reed hij opnieuw een race in de DWES.
In 2010 maakte Mul zijn debuut in de Formule Renault 2.0 NEC voor Van Amersfoort Racing. Hij behaalde twee overwinningen op Zandvoort en de Motorsport Arena Oschersleben en eindigde hiermee achter Ludwig Ghidi en Mikkel Mac op de derde plaats in het kampioenschap.
In 2011 maakte Mul zijn Formule 3-debuut in het Duitse Formule 3-kampioenschap voor Van Amersfoort Racing. Met twee vijfde plaatsen op de Lausitzring en het TT Circuit Assen als beste resultaat werd hij tiende in het kampioenschap.
In 2012 stapte Mul over naar de sportwagens, waarbij hij ging rijden in de Duitse Porsche Carrera Cup en de Porsche Supercup voor het Team Bleekemolen. In de Carrera Cup reed hij enkel vier gastraces op de Hockenheimring en op Zandvoort, met een zesde plaats op Zandvoort als beste resultaat. In de Supercup eindigde hij als twaalfde met een vijfde plaats op het Autodromo Nazionale Monza als beste resultaat. Hij eindigde het seizoen met een race in de DWES, waarbij hij op het podium eindigde.
In 2013 reed Mul opnieuw in beide kampioenschappen voor het Team Bleekemolen. In de Carrera Cup was hij opnieuw gastrijder in de raceweekenden op Zandvoort en Hockenheim, waarbij een vijfde plaats op Zandvoort zijn beste resultaat was. In de Supercup eindigde hij als veertiende in het kampioenschap met een achtste plaats op het Circuit de Catalunya als beste resultaat.
In 2014 startte Mul in de Lamborghini Super Trofeo Europe. Met één raceweekend te gaan staat hij aan de leiding van het kampioenschap met vijf overwinningen uit tien races. Ook reed hij in de 24 uur van Dubai, waarin hij met Yoshiharu Mori, Jan Stovicek, Isaac Tutumlu en Oliver Webb als tweede eindigde. Aan het eind van het jaar keerde hij terug naar het formuleracing, waarbij hij in het laatste raceweekend op Assen in de Formula Acceleration 1 reed voor het Acceleration Team Portugal. In de eerste race eindigde hij als zesde, terwijl hij in de tweede race uitviel.